# Dokkumer koffie
Dokkumer koffie (Fries: Dokkumer kofje) is hete koffie met een scheut beerenburg (oorspronkelijk met de Dokkumer Sonnema Berenburg, vandaar de naam), afgedekt met slagroom. Het is een specialiteit uit de provincie Friesland. Het is vernoemd naar de Friese stad Dokkum. Dokkumer koffie wordt ook wel de Friese variant van Irish coffee genoemd. Bij Dokkumer koffie is het niet de bedoeling dat nadat de slagroom op de koffie is gelopen, er nog geroerd wordt. De koffie dient namelijk onder de room weggedronken te worden.
De samenstelling en/of smaak van deze drank is vergelijkbaar met die van:
- French coffee
- Irish coffee
- Pharisäer
- Tote Tante

Dokkumer koffie is ook een toneelstuk, dat gaat over een huishoudster die de koffie 'toedient' om de mensen die haar plannen dwarsbomen, dronken te voeren.